# Dope (Lady Gaga)
Dope è una canzone scritta e interpretata dall'artista americana Lady Gaga, suo secondo singolo promozionale estratto dal terzo album di inediti, Artpop dopo la messa in commercio di Venus (28 ottobre 2013). La canzone è una ballata con influssi rock e folk simile alle precedenti ballate presenti nei precedenti album, ovvero Brown Eyes e Speechless. È stata scritta da Paul "DJ White Shadow" Blair, Dino Zisis, Nick Monson e Lady Gaga e prodotta da quest'ultima insieme al pluripremiato vincitore del Grammy Award, Rick Rubin.
La canzone ha ricevuto recensioni positive da parte dei critici musicali, i quali hanno lodato la produzione semplice, il testo e la capacità vocale di Lady Gaga. Dopo la sua uscita, Dope ha debuttato alla 20ª posizione nella New Zealand Singles Chart e alla 12ª nella Irish Singles Chart. Dope è diventata la tredicesima top 10 hit nella Billboard Hot 100 della cantante, così come il suo singolo promozionale ad avere raggiunto la più alta posizione (l'8ª) nella medesima classifica.

## Descrizione
Dopo il suo intervento chirurgico all'anca e alla conseguente cancellazione delle ultime tappe del The Born This Way Ball, Lady Gaga è diventata dipendente dalle droghe, che l'hanno aiutata ad avere sollievo dal dolore dovuto all'operazione e anche un modo per far fronte al suo "anno sabbatico". Dope è una confessione intima della cantante che si dichiara dipendente dalle droghe, ma è anche l'evoluzione di una canzone d'amore, dedicata al fidanzato (Taylor Kinney) e ai cari fan della popstar. Ha fatto parte della tracklist finale di Artpop, perché la cantante sentiva che l'album dovesse avere qualcosa di più autobiografico.

## Accoglienza
Dope è stata lodata dalla critica. Sal Cinquemani da Slant Magazine ha valutato con entusiasmo la canzone dichiarando che era felice delle modifiche riportate al brano, infatti, riguardo alla precedente versione proposta all'iTunes Festival, ha commentato: "la melodia dell'originale era elementare, l'arrangiamento blando, e il testo pieno di formalità. Gaga è stata molto pubblica nei confronti della sua battaglia contro la tossicodipendenza e nonostante tutto, è riuscita a comporre una convincente ode al rimorso". Jason Lipshutz da Billboard ha definito la canzone come uno "Show Broadwayano", aggiungendo che la voce "distrutta" della cantante era "brilliante". Amy Sciarretto da PopCrush ha valutato il brano con 4.5/5 stelle riportando che "sembra che si è svegliata dopo una visita alla sua musa musicale, si è seduta al pianoforte senza lavarsi i denti e ha cominciato a cantare. È talmente naturale come una materia prima. Non c'è una gran accompagnamento alla voce di Gaga per quanto riguarda gli strumenti, ma in modo tale la sua voce può diventare il punto focale e centrale. È pop confessionale alla massima forma". Georgina Littlejohn di Entertainmentwise ha definito la traccia "un'appassionante canzone d'amore che prova che Gaga è più che una cantautrice e entertainer."

## Esibizioni dal vivo
Lady Gaga ha eseguito la canzone nella prima edizione degli YouTube Music Awards 2013, indossando una camicia rossa e suonando il pianoforte, truccata con un make up che simulava lacrime. John Walker da MTV News ha analizzato che il look della cantante era una combinazione di altri look fantasiosi: dal serpente del film Beetlejuice di Tim Burton, allo Spaventapasseri dei DC Comics, al rocker Marilyn Manson. L'esibizione ha ricevuto recensioni contrastanti.
La cantante è apparsa al The Howard Stern Show e ha cantato ancora una volta una versione acustica della canzone. Inoltre, il 6 dicembre, la popstar ha eseguito Dope e il secondo singolo Do What U Want, entrambi al pianoforte, all'Alan Carr: Chatty Man. L'esibizione ha ricevuto ottimi responsi dalla critica.

## Tracce
Download digitale
1. Dope – 3:41

## Successo commerciale
Dopo la sua uscita, Dope ha debuttato alla 20ª posizione nella New Zealand Singles Chart e alla 12ª nella Irish Singles Chart.
Dope è diventata la tredicesima top 10 hit nella Billboard Hot 100 della cantante, così come il suo singolo promozionale ad avere raggiunto la più alta posizione nella medesima classifica. Dope ha, infatti, debuttato all'ottava posizione nella classifica statunitense, grazie agli 8,2 milioni di streaming nella prima settimana, di cui 95% deriva da YouTube, con la performance ai YouTube Music Awards 2013 del brano da parte della stessa cantante. Nella Hot Digital Songs, Dope ha fatto il suo ingresso al sessantesimo posto con una vendita pari a 31 000 download.
Dope ha debuttato alla 5ª posizione nella classifica dei singoli italiani, diventando la 13ª hit della cantante a raggiungere i primi dieci posti nella medesima classifica.
In Francia, Dope ha venduto oltre 4 000 download digitali nella sua prima settimana dalla pubblicazione ed ha debuttato all'8ª posizione della classifica Syndicat national de l'édition phonographique.

## Classifiche
| Classifica (2013) | Posizione massima |
| ----------------- | ----------------- |
| Australia         | 34                |
| Austria           | 28                |
| Belgio (Fiandre)  | 18                |
| Belgio (Vallonia) | 5                 |
| Canada            | 96                |
| Finlandia         | 3                 |
| Francia           | 8                 |
| Germania          | 34                |
| Grecia            | 2                 |
| Irlanda           | 12                |
| Italia            | 5                 |
| Lussemburgo       | 10                |
| Nuova Zelanda     | 20                |
| Paesi Bassi       | 30                |
| Spagna            | 1                 |
| Stati Uniti       | 8                 |
| Svizzera          | 15                |
| Ungheria          | 1                 |